# Heinrich von Leipa
Heinrich I. von Leipa (tschechisch Jindřich z Lipé; * um 1270; † 26. August 1329 in Brünn) aus dem Geschlecht der Herren von Leipa war königlicher Unterkämmerer und Marschall des böhmischen Königs Johann von Luxemburg. Er war ein Gegner des Königs und Anführer des böhmischen Adels, der die Politik der Luxemburger nicht anerkannte.

## Leben
Spätestens 1315 bekam er die Höfe des ausgestorbenen Geschlechts der Herren von Obřany, vor allem Moravský Krumlov. Als Führer der böhmischen Armee besiegte er bei Holice 1315 die ungarischen Angreifer.
Ein weiteres Problem war die böhmische Königin Elisabeth, die versuchte, die Herrschaft der Přemysliden fortzuführen. Sie ließ Heinrich von Leipa 1315 einsperren und brachte damit den Adel gegen sich auf, was zum Bürgerkrieg in Böhmen führte.
Zu einer Beruhigung kam es, als der Kaiser Ludwig der Bayer eingriff und in der sogenannten Vereinbarung von Domažlice den böhmischen Adel stärkte. Johann von Luxemburg verließ Böhmen, welches für ihn fortan als eine Finanzquelle diente. Zur Versöhnung entließ ihn der König und übergab ihm einige mährische Höfe für die Ländereien von Zittau. In Mähren blieb er bis zu seinem Tode Landgraf.
Heinrich von Leipa führte die böhmische Armee auf Geheiß des Kaisers gegen die sich neu formierenden Ungarn, die Mähren überfielen. Sie belagerten die vom ungarischen König eingenommene Burg Holič und verjagten die Eroberer. Zu einer erneuten Auseinandersetzung zwischen König und Heinrich kam es, als dieser ohne Rückfrage beim König die jüngste Tochter von Wenzel II. mit dem Herzog Heinrich I. von Jauer vermählte und diesem die Stadt Königgrätz überschrieb. Für diese Tat wurde Heinrich von Leipa 1315 auf der Burg Týřov inhaftiert. Es kam sogleich zu einem Aufstand des böhmischen Adels gegen den König, der daraufhin Heinrich entlassen musste.
Im gleichen Jahr wurde Johann von Luxemburg vom deutschen Kaiser Ludwig um kriegerische Hilfe gebeten. Johann verließ Prag und übergab die Regierung während seiner Abwesenheit der Königin Elisabeth. Es kam wiederum zu einem Aufstand des böhmischen Adels und zu einem Bürgerkrieg. Elisabeth berief Söldner, die aber der böhmischen Macht nicht gewachsen waren, zog sich dann auf die Burg Loket zurück und rief ihren Mann zur Hilfe, der mit seiner Armee, verstärkt durch Söldner und ihm treue böhmische Anhänger die Schlösser und Höfe der Aufständischen überfiel und plünderte. Die böhmische Seite verband sich mit Mähren und bat die Österreicher um Unterstützung. Daraufhin versprach der deutsche Kaiser den Luxemburgern Unterstützung um Böhmen nicht an Österreich zu verlieren. Durch die neue Übermacht wurde der böhmische Adel zu neuen Verhandlungen gezwungen. In der Vereinbarung von Domažlice wurden den böhmischen Adeligen die Höfe und Burgen zurückgegeben und der König musste auch die Ämter an seine Widersacher zurückgeben, darunter auch die Funktion des Unterkämmerers an Heinrich von Leipa.
Heinrich war verheiratet mit Agnes von Hardegg († 7. September 1335, bestattet im Clarissinnenkloster in Znaim).